# جپنیتسا
جپنیتسا (به صربی: Džepnica) یک منطقهٔ مسکونی در صربستان است که در بلاتسه واقع شده‌است. جپنیتسا ۱۹۴ نفر جمعیت دارد.